# Запорізька вулиця (Київ)
Запорі́зька вулиця — зникла вулиця в Солом'янському районі Києва, місцевість Чоколівка. Пролягала від проспекту Повітряних Сил до Волинської вулиці.

## Історія
Виникла ймовірно у 1920-х роках під такою ж назвою (на честь міста Запоріжжя), первинно пролягала від Волинської до вулиці Володимира Сікевича.
Ліквідована разом із навколишньою малоповерховою забудовою в середині 1970-х років, проте в 2010-х роках знову з'явилася в офіційних документах міста: його було включено до офіційного довідника «Вулиці міста Києва» та містобудівного кадастру.
Фактично наскрізний проїзд колишньою Запорізькою вулицею від Волинської вулиці до проспектом Повітряних Сил неможливий, оскільки траса вулиці перекрита парканами підприємств. Разом з тим, лінія вулиці простежується в промисловій зоні.
Існують плани спорудження нового шляхопроводу через залізницю і тоді фактично буде відновлено Запорізьку як повноцінну вулицю (на проектних схемах цей проїзд підписано саме як Запорізька вулиця).